# Remeteszőlős
Remeteszőlős é um município da Hungria, situado no condado de Peste. Tem 2,89 km² de área e sua população em 2015 foi estimada em 915 habitantes.